# Moment 22
För filmen, se Moment 22 (film).
Moment 22, engelsk originaltitel Catch-22, är en roman av författaren Joseph Heller från 1961. Den räknas först och främst som en antikrigsroman, men är också en allmän kritik av byråkratin. Romanen berättar om den fiktive kapten John Yossarian och några andra amerikanska flygsoldater under andra världskriget. I boken är Moment 22 en paragraf i militärens regelverk, som säger att det enda sättet för att bli frikallad från militärtjänst är att vara galen, men för att bli frikallad måste man ansöka om detta. Ansökan antas emellertid bero på att man är livrädd för att delta i kriget och då detta är en sund reaktion är man följaktligen inte galen. Det hela blir ett cirkelresonemang, som innebär att det är omöjligt att bli frikallad på detta sätt.
I dagligt tal används uttrycket ofta om dödlägen eller paradoxer inom bland annat byråkrati – exempel: "För att få ett jobb, då måste du ha erfarenhet. Men för att få erfarenhet, då måste du ha ett jobb", eller "för att hitta mina glasögon, behöver jag mina glasögon".

## Handling
Huvudpersonen i boken, Yossarian, är kapten och B-25-bombfällare. Han är rädd för att dö och vill därför bli frikallad från kriget. Han är också mycket paranoid och tror att de flesta vill döda honom, genom att attackera hans flygplan eller genom att tvinga honom att göra bombflygningar. Därför undviker han på bästa sätt att göra fler bombflygningar genom att till exempel läggas in på sjukhus för en leversjukdom som han egentligen inte har.

## Bakgrund
Romanen skrevs mellan 1953 och 1960 och utgick från Joseph Hellers egen erfarenhet som bombfällare i USA:s flygvapen. Titeln på romanen var ursprungligen Catch-18, men förlaget krävde mot Hellers vilja att titeln skulle ändras på grund av Leon Uris samtidigt utgivna krigsroman Mila 18. Heller föredrog Catch-18 då talet 18 kan utläsas som ordet "liv" på hebreiska.

## Mottagande
Catch-22 utkom den 10 oktober 1961. Den fick flera mycket positiva recensioner. I The Nation utnämndes den till "den bästa roman som utgivits på åratal" och den lovordades även i New York Herald Tribune och The New York Times. I The Observer hyllade Kenneth Tynan den som "den mest anmärkningsvärda debuten i amerikansk skönlitteratur sedan Räddaren i nöden". Men romanen fick också några mycket negativa recensioner. I The New Yorker kritiserades den för att den "inte ens verkar vara skriven, utan ger istället intrycket av att vara skriken ner på papper...vad som återstår är spillror av dåliga skämt". Romanen nominerades till National Book Award och blev en stor försäljningsframgång i USA då den sammanföll med en nationell debatt om meningen med vietnamkriget. Den blev även en internationell framgång och har ständigt utkommit i nya upplagor. Sedan den kom ut har den sålts i mer än tio miljoner exemplar.
Romanen fick en fortsättning med Closing Time 1994, svensk översättning Slutspel 1995.